# 235
235 (CCXXXV) je bilo navadno leto, ki se je po julijanskem koledarju začelo na četrtek.

## Dogodki
- 1. januar

## Smrti
- Aleksander Sever, 26. cesar Rimskega cesarstva (* 208)
- Kasij Dion Kokejan, rimski zgodovinar, avtor Rimske zgodovine (* okoli 155)